# Give Me a Reason
"Give Me a Reason" er en sang af det keltiske folkrockband The Corrs. Den blev udgivet d. 12. marts 2001 som den tredje single fra deres tredje studiealbum In Blue (2000). Sangen er skrevet og produceret af The Corrs. "Give Me a Reason" er en dancepopsang, og den fik en positiv modtagelse af musikkritikere. Sangen blev en moderat succes i Belgien og New Zealand, hvor den nåede hhv. top 10 og top 20, mens den kun nåede top 40 i Storbritannien.

## Baggrund og udgivelse
"Give Me a Reason" blev udgivet som den tredje single fra In Blue (2000) d. 12. marts 2001. CD-singlen indeholdt to version af "Give Me a Reason" (albumversionen og et Cutfather & Joe remix), en "live instrumental"-udgave af "Paddy McCarthy" og en liveversion af "Queen of Hollywood". "Give Me a Reason" blev skrevet og produceret af The Corrs (Andrea, Caroline, Sharon og Jim). Dancepopsangen har Andrea som forsange og de andre som baggrundsvokaler. Sangen var inkluderet på opsamlingsalbummet Best of The Corrs (2001).

## Modtagelse

### Kritisk respons
Sangen fik positive anmeldelser af musikkritikerne. Lydia Vanderloo fra Barnes & Nobles skrev at "Songs such as the defiant "Give Me a Reason" use the subtle, graceful strains of these lovely instruments without throwing their finely calibrated pop songs out of whack." Kevin Oliver fra PopMatters kommenterede "On the upbeat dance numbers like, "Give Me a Reason", this bolsters the band’s previously thin-sounding pop."

### Kommerciel succes
"Give Me a Reason" opnåede ikke samme sucecs som de foregående singler "Breathless" og "Irresistible", men den opnåede en placering i top 40 i nogle få lande. Sangen nåede sin højeste placering på de belgiske hitlister, hvor den toppede som #9 på Flanderns hitliste og #10 på Walloniens. I Storbritannien nåede sangen #27 på UK Singles Chart og blev dermed bandets niende top 40-single. I New Zealand opnåede sangen ind i top 20. Den debuterede som #40 på RIANZ hitlisten d. 1. april 2001. Den nåede top 20 d. 22. april 2001 og toppede som #13 d. 27. maj 2001.

## Spor
CD-Maxi Atlantic (Warner)
1. Give Me A Reason (Cutfather & Joe Remix) - 3:10
2. Give Me A Reason (Album) - 3:30
3. Paddy McCarthy (Live instrumental) - 4:16
4. Queen Of Hollywood (Live) - 5:05

## Hitlister
| Hitliste                          | Højeste placering |
| --------------------------------- | ----------------- |
| Australian ARIA Singles Chart     | 68                |
| Belgium Singles Top 50 (Flandern) | 9                 |
| Belgium Singles Top 50 (Wallonie) | 10                |
| Danmarks singlehitliste           | 100               |
| German Singles Chart              | 68                |
| Netherlands Mega Single Top 100   | 81                |
| New Zealand Singles Chart         | 13                |
| Swiss Singles Chart               | 53                |
| UK Singles Chart                  | 27                |